# Anna Kirstin Thomsen
Anna Kirstin Thomsen (født 11. februar 1946) er født i Tvøroyri og bor her sammen med sin mand lægen Knud Steinø. Anna Kirstin er sammen med sin bror Thomas Frederik Thomsen, direktører i firmaet p/f Seglloftið. Anna Kirstin Thomsen er uddannet korrespondent i engelsk og tysk. 
I nutiden fremstår handelsmonopolets gamle bygninger i en meget smuk stand: en klynge sortmalede træhuse med røde tage, hvide sokler og hvidmalede vinduer. Anna Kirstin Thomsen er den femte generation af den købmandsfamilien Thomsen. Det traditionsrige sted er en kombination af café/restaurant, kulturelt center og levende museum med det originale interiør fra købmandsgården. I cafeen kan man se alle de dokumenter, der viser stedets og familien Thomsens historie. 
I 2008 fik Anna Kirstin Thomsen Færøernes litteraturpris for kultur. Prisen fik hun for sit arbejde med at forvandle de gamle kongelige monopolhandelsbygninger i Tvøroyri til kulturelle formål.
Anna Kirstin fik samme år også udmærkelsen "Ársins herðaklapp 2008" fra Portal.fo. 
- Den Gamle Krambúðin i Tvøroyri, nu café og museum
- I Krambuðin, kan man se alle de dokumenter, der viser stedets og familien Thomsens historie.
- De restauerede pakhuse